# 有信堂高文社
有信堂高文社（ゆうしんどうこうぶんしゃ）は、日本の出版社。主に、学術図書（法律・政治・社会などの専門書・大学教科書など）を刊行している。

## 所在地
- 本社
  - 〒113-0033 東京都文京区本郷1-8-1

## 沿革
- 1946年 創業[1]。

## 主な発行物
- 鴨武彦・山本吉宣編『相互依存の国際政治学』初版[2]、1979年。第2版、1982年。
- 中川淳『現代社会と民法（第3版）』（初版：1998年）2006年。ISBN 978-4-8420-2036-5
- 加藤普章・吉川元『マイノリティの国際政治学』 2000年。ISBN 978-4-8420-5540-4
- 石井修『国際政治史としての20世紀』2000年。ISBN 978-4-8420-5539-8

etc.

## 主な受賞作
- 1987年、第20回安達峰一郎記念賞
  - 黒澤満『軍縮国際法の新しい視座：核兵器不拡散体制の研究』1986年刊。ISBN 978-4-8420-4012-7
- 1988年、第10回サントリー学芸賞社会・風俗部門
  - 梶田孝道『エスニシティと社会変動』1988年。ISBN 978-4-8420-6523-6
- 1988年、第4回大平正芳記念賞[3]
  - 松下洋『ペロニズム・権威主義と従属：ラテンアメリカの政治外交研究』1987年刊。ISBN 978-4-8420-6508-3
- 1997年、第1回日本都市社会学会賞
  - 広田康生『エスニシティと都市』初版、1997年。新版、2003年刊。ISBN 978-4-8420-6567-0
- 2001年度、第1回大佛次郎論壇賞奨励賞
  - 苅谷剛彦『階層化日本と教育危機：不平等再生産から意欲格差社会（インセンティブ・ディバイド）へ』2001年刊。ISBN 978-4-8420-8525-8
- 2002年、第4回秋野豊賞[4]
  - 久保慶一『引き裂かれた国家：旧ユーゴ地域の民主化と民族問題』2003年刊。ISBN　978-4-8420-5551-0
- 2004年、第15回カナダ首相出版賞
  - 足立研幾『オタワプロセス：対人地雷禁止レジームの形成』2004年刊。ISBN　978-4-8420-5554-1
- 2007年、第40回安達峰一郎記念賞
  - 児矢野マリ『国際環境法における事前協議制度：執行手段としての機能の展開』2006年刊。ISBN 978-4-8420-4045-5
- 2011年、第44回安達峰一郎記念賞
  - 佐藤宏美『違法な命令の実行と国際刑事責任』2010年刊。ISBN 978-4-8420-4053-0
- 2021年、第26回アメリカ学会清水博賞[5]
  - 志田淳二郎『米国の冷戦終結外交：ジョージ・H・W・ブッシュ政権とドイツ統一』2020年刊。ISBN 978-4-8420-5579-4